# Natação nos Jogos Olímpicos de Verão de 2012 - 200 m costas masculino
A competição dos 200 metros costas masculino da natação nos Jogos Olímpicos de Verão de 2012 foi disputada nos dias 1 e 2 de agosto no Centro Aquático de Londres.

## Medalhistas
| Ouro   | USA Tyler Clary  |
| Prata  | JPN Ryosuke Irie |
| Bronze | USA Ryan Lochte  |

## Recordes
Antes desta competição, os recordes mundiais e olímpicos da prova eram os seguintes:
| Tipo | Atleta        | Tempo   | Local  | Data                 |
| ---- | ------------- | ------- | ------ | -------------------- |
|      | Aaron Peirsol | 1:51.92 | Roma   | 31 de julho de 2009  |
|      | Ryan Lochte   | 1:53.94 | Pequim | 15 de agosto de 2008 |

Os seguintes recordes mundiais ou olímpicos foram estabelecidos durante esta competição:
| Data        | Evento | Atleta          | Tempo   | Notas            |
| ----------- | ------ | --------------- | ------- | ---------------- |
| 2 de agosto | Final  | USA Tyler Clary | 1:53.41 | Recorde olímpico |

## Resultados

### Eliminatórias
| Pos. | Elim. | Raia | Nadador                 | CON                | Tempo   | Notas            |
| ---- | ----- | ---- | ----------------------- | ------------------ | ------- | ---------------- |
| 1    | 3     | 4    | Tyler Clary             | USA Estados Unidos | 1:56.24 | Q                |
| 2    | 5     | 4    | Ryan Lochte             | USA Estados Unidos | 1:56.36 | Q                |
| 3    | 5     | 3    | Zhang Fenglin           | CHN China          | 1:56.71 | Q                |
| 4    | 4     | 4    | Ryosuke Irie            | JPN Japão          | 1:56.81 | Q                |
| 5    | 2     | 4    | Gábor Balog             | HUN Hungria        | 1:56.98 | Q                |
| 6    | 4     | 5    | Jan-Philip Glania       | GER Alemanha       | 1:57.01 | Q                |
| 7    | 3     | 7    | Nick Driebergen         | NED Países Baixos  | 1:57.29 | Q                |
| 8    | 5     | 2    | Yakov Toumarkin         | ISR Israel         | 1:57.33 | Q,               |
| 9    | 3     | 5    | Péter Bernek            | HUN Hungria        | 1:57.52 | Q                |
| 10   | 4     | 7    | Mitch Larkin            | AUS Austrália      | 1:57.53 | Q                |
| 11   | 3     | 1    | Tobias Oriwol           | CAN Canadá         | 1:58.06 | Q                |
| 12   | 5     | 6    | Yannick Lebherz         | GER Alemanha       | 1:58.07 | Q                |
| 13   | 3     | 3    | Kazuki Watanabe         | JPN Japão          | 1:58.17 | Q                |
| 14   | 5     | 5    | Radosław Kawęcki        | POL Polônia        | 1:58.18 | Q                |
| 15   | 4     | 1    | Omar Pinzón             | COL Colômbia       | 1:58.20 | Q                |
| 16   | 4     | 2    | Leonardo de Deus        | BRA Brasil         | 1:58.22 | Q                |
| 17   | 3     | 2    | Arkady Vyatchanin       | RUS Rússia         | 1:58.69 |                  |
| 18   | 3     | 8    | Marco Loughran          | GBR Grã-Bretanha   | 1:58.72 |                  |
| 19   | 5     | 7    | Sebastiano Ranfagni     | ITA Itália         | 1:58.76 |                  |
| 20   | 2     | 2    | Pedro Oliveira          | POR Portugal       | 1:58.83 | Recorde nacional |
| 21   | 4     | 8    | Matson Lawson           | AUS Austrália      | 1:58.92 |                  |
| 22   | 3     | 6    | Chris Walker-Hebborn    | GBR Grã-Bretanha   | 1:59.00 |                  |
| 23   | 5     | 1    | Anton Anchin            | RUS Rússia         | 1:59.49 |                  |
| 24   | 4     | 3    | Benjamin Stasiulis      | FRA França         | 1:59.52 |                  |
| 25   | 2     | 5    | Darren Murray           | RSA África do Sul  | 2:00.01 |                  |
| 26   | 2     | 3    | Aschwin Wildeboer Faber | ESP Espanha        | 2:00.02 |                  |
| 27   | 2     | 7    | Pedro Medel             | CUB Cuba           | 2:00.05 | Recorde nacional |
| 28   | 5     | 8    | Xu Jiayu                | CHN China          | 2:00.26 |                  |
| 29   | 4     | 6    | Gareth Kean             | NZL Nova Zelândia  | 2:00.54 |                  |
| 30   | 2     | 6    | Oleksandr Isakov        | UKR Ucrânia        | 2:00.78 |                  |
| 31   | 2     | 8    | Alexandr Tarabrin       | KAZ Cazaquistão    | 2:01.22 |                  |
| 32   | 2     | 1    | Park Hyung-Joo          | KOR Coreia do Sul  | 2:01.50 |                  |
| 33   | 1     | 5    | Derya Büyükuncu         | TUR Turquia        | 2:01.68 |                  |
| 34   | 1     | 4    | Sebastian Stoss         | AUT Áustria        | 2:02.91 |                  |
| 35   | 1     | 3    | Quah Zheng Wen          | SIN Singapura      | 2:03.45 |                  |

### Semifinal

#### Semifinal 1
| Pos. | Raia | Nadador           | CON                | Tempo   | Notas |
| ---- | ---- | ----------------- | ------------------ | ------- | ----- |
| 1    | 4    | Ryan Lochte       | USA Estados Unidos | 1:55.40 | Q     |
| 2    | 5    | Ryosuke Irie      | JPN Japão          | 1:55.68 | Q     |
| 3    | 1    | Radosław Kawęcki  | POL Polônia        | 1:56.74 | Q     |
| 4    | 2    | Mitch Larkin      | AUS Austrália      | 1:56.82 | Q     |
| 5    | 6    | Yakov Toumarkin   | ISR Israel         | 1:57.33 | Q, =  |
| 6    | 3    | Jan-Philip Glania | GER Alemanha       | 1:57.43 |       |
| 7    | 8    | Leonardo de Deus  | BRA Brasil         | 1:58.14 |       |
| 8    | 7    | Yannick Lebherz   | GER Alemanha       | 1:58.80 |       |

#### Semifinal 2
| Pos. | Raia | Nadador         | CON                | Tempo   | Notas |
| ---- | ---- | --------------- | ------------------ | ------- | ----- |
| 1    | 4    | Tyler Clary     | USA Estados Unidos | 1:54.71 | Q     |
| 2    | 5    | Zhang Fenglin   | CHN China          | 1:55.66 | Q,    |
| 3    | 1    | Kazuki Watanabe | JPN Japão          | 1:56.81 | Q     |
| 4    | 6    | Nick Driebergen | NED Países Baixos  | 1:57.35 |       |
| 5    | 3    | Gábor Balog     | HUN Hungria        | 1:57.56 |       |
| 6    | 2    | Péter Bernek    | HUN Hungria        | 1:57.71 |       |
| 7    | 7    | Tobias Oriwol   | CAN Canadá         | 1:58.74 |       |
| 8    | 8    | Omar Pinzón     | COL Colômbia       | 1:58.99 |       |

### Final
| Pos.              | Raia | Nadador          | CON                | Tempo   | Notas            |
| ----------------- | ---- | ---------------- | ------------------ | ------- | ---------------- |
| Medalha de ouro   | 4    | Tyler Clary      | USA Estados Unidos | 1:53.41 | Recorde olímpico |
| Medalha de prata  | 6    | Ryosuke Irie     | JPN Japão          | 1:53.78 |                  |
| Medalha de bronze | 5    | Ryan Lochte      | USA Estados Unidos | 1:53.94 |                  |
| 4                 | 2    | Radosław Kawęcki | POL Polônia        | 1:55.59 |                  |
| 4                 | 3    | Zhang Fenglin    | CHN China          | 1:55.59 | Recorde nacional |
| 6                 | 7    | Kazuki Watanabe  | JPN Japão          | 1:57.03 |                  |
| 7                 | 8    | Yakov Toumarkin  | ISR Israel         | 1:57.62 |                  |
| 8                 | 1    | Mitch Larkin     | AUS Austrália      | 1:58.02 |                  |

Legenda
| Recorde mundial      | Recorde mundial (World record)               |                       | Recorde africano                      | Recorde africano (African) |                                           | Q | Classificado por posição (Qualified) |
| Recorde olímpico     | Recorde olímpico (Olympic record)            | Recorde da América    | Recorde da América (Americas)         | q                          | Classificado por melhor tempo (Qualified) |   |                                      |
| Melhor marca do ano  | Melhor marca do ano (World leading)          | Recorde asiático      | Recorde asiático (Asian)              | DNS                        | Não largou (Did not start)                |   |                                      |
| Recorde nacional     | Recorde nacional (National record)           | Recorde europeu       | Recorde europeu (European)            | DNF                        | Não terminou (Did not finish)             |   |                                      |
| Recorde pessoal      | Recorde pessoal do atleta (Personal best)    | Recorde da Oceania    | Recorde da Oceania (Oceania)          | DSQ / DQ                   | Desclassificado (Disqualified)            |   |                                      |
| Recorde da temporada | Recorde da temporada do atleta (Season best) | Recorde sul-americano | Recorde sul-americano (South America) | NM                         | Sem marca (No mark)                       |   |                                      |